# Filippos Darlas
Filippos Darlas (griechisch Φίλιππος Δάρλας, * 23. Oktober 1983 in Agrinio) ist ein ehemaliger griechischer Fußballspieler.

## Karriere
Filippos Darlas begann seine Profikarriere 1999 beim in Agrinio ansässigen Verein Panaitolikos. Zur Saison 2001/2002 wechselte Darlas von westgriechischen Verein zu Panathinaikos Athen. Nach nur einem einzigen Einsatz wurde Darlas im folgenden Jahr zuerst an Kallithea FC und im Anschluss an Marko, einem Verein in der dritten griechischen Division, ausgeliehen. Zur Saison 2004/2005 wechselte Darlas zu Apollon Athen, ehe er zur Saison 2005/2006 wieder zu Panathinaikos zurückkehrte.
Bei den Athenern schaffte der bei seiner Verpflichtung nur als Ergänzungsspieler betrachtete Darlas bereits nach wenigen Spieltagen den Sprung in die Stammelf. Überzeugende Leistungen wurden dem auf der linken Verteidigungsposition spielenden Darlas seitens der griechischen Presse vor allem bei seinen ersten Auftritten in der Champions League gegen Werder Bremen und dem FC Barcelona bescheinigt.
Neben einem Stammplatz bei Panathinaikos schaffte es Darlas sich unter Otto Rehhagel in den Kreis der griechischen Nationalmannschaft zu spielen.

## Erfolge
- Griechischer Meister: 2010
- Griechischer Pokalsieger: 2010